# Дубнов, Юджин
Юджин (Евгений) Дубно́в (2 ноября 1949, Таллин — 5 августа 2019, Иерусалим) — израильский поэт, новеллист и мемуарист, писавший на русском и английском языках.

## Биография
Евгений Дубнов родился 2 ноября 1949 года, в Таллине, Эстония (Эстонская ССР в составе бывшего СССР); жил в Риге, Латвия (Латвийская ССР в составе бывшего СССР). Учился в московском университете им. М. В. Ломоносова, продолжал образование в университете имени Бар-Илана (Рамат-Ган, Израиль) и в Лондонском университете, где окончил факультеты психологии и английской литературы. Готовил к защите диссертацию по английской литературе.
В 1971 году Юджин Дубнов репатриировался в Израиль, где сказал в одном из первых интервью:

«Я стал писать стихи на английском, когда понял, что многие эмоции и мысли мне по-русски не выразить. Но и от русского я не отказался по той же причине — не всё можно сказать и выразить по-английски. Причины тут и эмоциональные, и лингвистические, и фонетические…»
Отслужив в израильской армии, Дубнов в 1975 году отправился учиться в Великобританию, в Лондонский университет. Окончив университет, но не завершив диссертацию, он вернулся в Израиль, жил в Иерусалиме и преподавал английский язык в основанной им школе Amber College.
Дубнов трижды (1972, 1974, 1999) был стипендиатом фонда президента Израиля и дважды (1975, 2001) — Тель-Авивского фонда искусства и литературы. Он был членом-основателем Федерации израильских писателей (1974), входил в союзы русскоязычных и англоязычных писателей Израиля. Он умер 5 августа 2019 года.

## Публикации

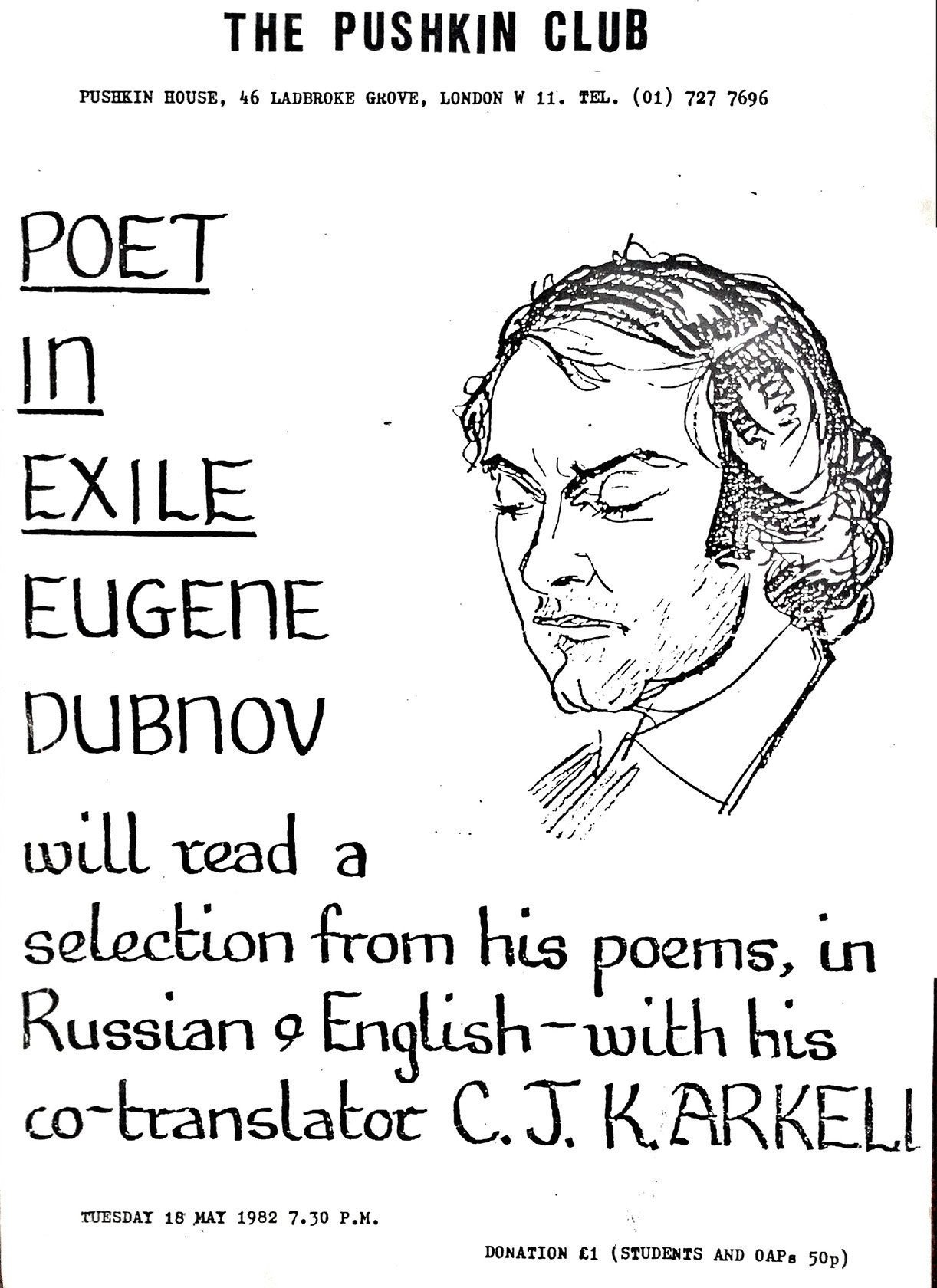

Юджин Дубнов публиковал стихи, рассказы и очерки в русскоязычных изданиях (журналах, альманахах и газетах)
- Возрождение (Париж),
- Время и мы (№ 13, 1977; № 67, 1982; № 77, 1984),
- Встречи,
- Грани (№ 81, 1971),
- 22,
- Континент,
- Новый журнал,
- Новое русское слово,
- Панорама Израиля (№ 220, 1986),
- Побережье,
- Роза ветров,
- Русская мысль (многократно),
- Связь времён,
- Сион (№ 1, 1971; № 1-2, 1973; № 9, 1974; № 15, 1976),
- Современник (Канада, № 28-29, 1975),
- Средиземноморье,
- Стрелец,
- Евреи в культуре Русского Зарубежья (Иерусалим, 1994)
- Литературный Иерусалим № 23, 2020, и др.,

а также в сетевых изданиях, в том числе в журнал-газете Мастерская (Выборы, 6.04.2019) и в журнале Еврейская старина, № 2(93), 2017 (переводы из Ури-Цви Гринберга).
Стихотворения и рассказы, написанные на английском и в переводе на английский,
публиковались на Западе в ряде изданий, включая
- Литературное приложение Таймс,
- Канадский поэтический журнал,
- Поэзия (Чикаго),
- Поэзия Нью-Йорка,
- Иельский литературный журнал,
- Современная поэзия, 2006,
- Лондонский литературный журнал,
- Литературный журнал США,
- Поэтическая Австралия,
- Обозрение Аделаиды,
- Поэзия Ирландии,

- Тихоокеанский журнал,
- Обозрение Новой Англии,
- Поэзия Лондона,
- Поэзия Оксфорда,
- Новое Уэльское обозрение,
- Канадская литература,
- Журнал Массачусетса (том 21, вып. 3) ,
- Западноавстралийский журнал,
- Южноавстралийский журнал,
- Поэзия Новой Зеландии (вып. 46),
- Обозрение Миссисипи (вып. 15.3, 1987; вып. 16.1, 1988),
- Париж/Атлантика,
- Североамериканский журнал,
- Среднеамериканский журнал,
- Чикагское обозрение,
- Журнал Аризоны,
- Южноафриканский литературный журнал,
- Обозрение Белфаста,
- Литературный Висконсин,
- Обозрение Колорадо,
- Денверский журнал,
- Обозрение Арканзаса,
- Журнал штата Каролина,
- Westerly (Западный ветер, 58:1/),
- Chapman (Коммивояжёр, шотландский журнал),
- Поэзия Средиземноморья,
- Санкт-Петербургский журнал (США),
- Джерузалем-Пост (иерусалимская газета),
- Grain (Зерно), том 43, № 1,осень 2015,
- Island of the Children (Остров детей, Лондон, 1987),
- Ежегоднике американской поэзии (Калифорния, 1985 и 1986/1987),
- Poesie Europe (Поэзия Европы, Франкфурт, 1988),
- Английские поэты Израиля (1997),
- Modern Poets of Europe (Современные европейские поэты, 2002/2003),
- Best Australian Poems 2013 (Альманах австралийской поэзии 2013),

а также на американском сайте Poetry Daily и в переводах на иврит, испанский и немецкий. Английское стихотворение Дубнова, посвящённое Осипу Мандельштаму, вошло в международную антологию Памяти Мандельштама (Кембридж, 1981).
Рассказы Дубнова, которые канадскому критику напоминают по стилю рассказы Чехова, вошли в международную англоязычную антологию Литературный Олимп (Калифорния, 1987) и антологию современной американской прозы Левиафан 3 (Флорида/Висконсин, 2002). Главы из воспоминаний Дубнова публиковались в журналах Ежеквартальник Северной Дакоты и Обозрение Южной Каролины, глава из романа — в журнале Американская литература и комментарии. Девять коротких рассказов Дубнова транслировались по третьему каналу радио Би-Би-Си (по-английски).
Опубликованные произведения Евгения Дубнова в сборнике «Голос жизни моей…» (Алетейя, 2021, 370 с.):
ПРОЗА
Турнир поэзии (с. 132-144)
Роли (с. 144-159)
«Как-то однажды...» (с. 160-161)
В дороге (с. 162-164)
Поэзия Лии Владимировой (с. 164-176)
СТИХОТВОРЕНИЯ
Из сборника «Рыжие монеты» (с. 179-240)
Из сборника «Небом и землею» (с. 241-300)
Сборник «В такой-то час…» (с. 301-459)
Из сборника «Тысячелетние минуты» (с. 460-483)
Из сборника «За пределами» (с. 484-516)
Стихи 2014– 2019 (с. 517-557)

## Книги
- Е. Дубнов. Рыжие монеты (Goldfinch Press, Лондон, 1978),
- Е. Дубнов. Небом и землёю (Amber Press, Лондон, 1984).
- Eugene Dubnov. Thousand-Year Minutes (Shoestring Press, UK, 2013)
- Eugene Dubnov. Never Out of Reach (memoirs) (Clemson University Press, USA, 2015 and Liverpool University Press, UK, 2015).
- Eugene Dubnov. Beyond the Boundaries (Shoestring Press, UK, 2016)

## Отзывы
Мастерское владение словесной формой для Евгения Дубнова отнюдь не самоцель. Непрестанно ощущается его потребность чувствовать и мыслить, мыслить — и чувствовать. Красота ради красоты — не пронзённая ни чувством, ни мыслью — никак не прельщает поэта. В его владениях — любовь и боль, и страх, и чувство одиночества, и ощущение быстротекущего ускользающего времени, и бережное пристальное внимание к большим и малым приметам земли. И, разумеется, постоянное осмысление всего этого. На земле — проблески неба. А там, в небе — вещное тяготение земли. Да, далеко не случайно это название: «Небом и землёю»…" (Лия Владимирова, 1991.)
В этом томе [Beyond the Boundaries] собраны лучшие стихотворения Дубнова… Несомненно, что он — преемник Мандельштама (а так же и Бродского), но это совершенно оригинальный поэт, превосходно и тонко владеющий русским языком… (Дональд Рейфилд, почётный профессор Лондонского университета в отставке, в книге Eugene Dubnov. Beyond the Boundaries (Shoestring Press, UK, 2016)).
Для людей верующих, творческих и вообще всех тонко чувствующих природу читателей захватывающие религиозные искания в этих стихотворениях свидетельствуют, что Юджину Дубнову принадлежит достойное место в русле возвышенной традиции, возвещённой такими поэтами как Данте, Блейк, Джордж Герберт, Дж. М. Хопкинс и Йейтс. (Энн Стивенсон, поэт и переводчик, в книге Eugene Dubnov. Beyond the Boundaries (Shoestring Press, UK, 2016)).
Книге Дубнова Beyond the Boundaries посвящает статью Стивен Пименов в британском журнале Stand (Киоск, зима 2017/2018).
Стихи Дубнова публиковались по-немецки (переводчики Chris Newman и Gisela Gronemeyer, автор предисловия Chris Newman).

## Литература

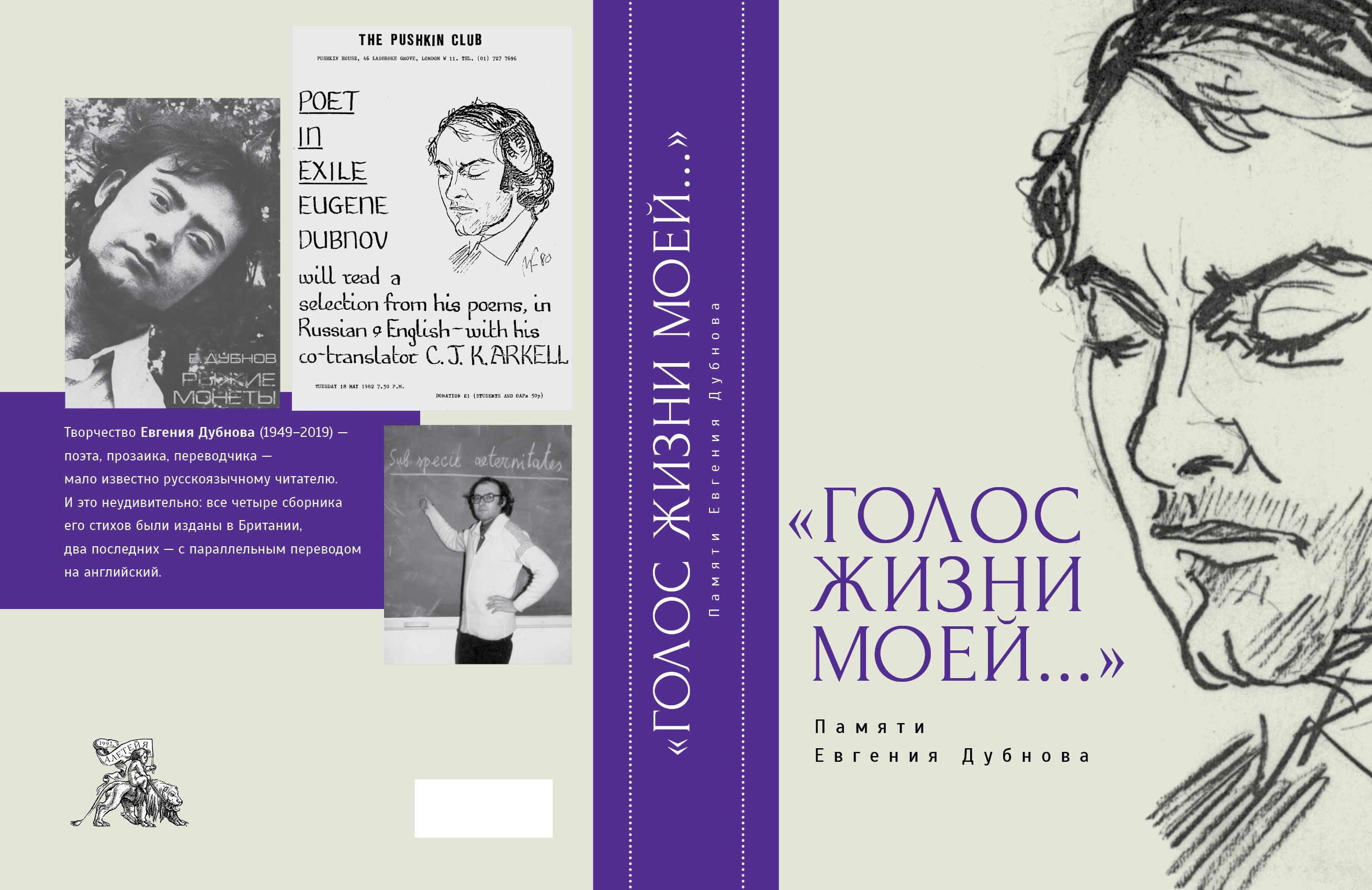
Обложка книги "Голос жизни моей..."